# Acmaeodera navajo
Acmaeodera navajo är en skalbaggsart som beskrevs av Nelson och Wescott 1995. Acmaeodera navajo ingår i släktet Acmaeodera och familjen praktbaggar. Inga underarter finns listade i Catalogue of Life.